# Giourkas Seitaridis
Georgios „Giourkas” Seitaridis (în greacă Γεώργιος "Γιούρκας" Σεϊταρίδης [ʝeorʝioz ʝurkas seitariðis]; n. 4 iunie 1981) este un fotbalist grec retras din activitate, care a jucat pe postul de fundaș dreapta și, ocazional, ca fundaș central. El a jucat ultima dată în 2013 pentru echipa din Greacia Panathinaikos, jucând anterior la PAS Giannina, Porto, Dinamo Moscova și Atlético Madrid. El este un fost component al echipei naționale de fotbal a Greciei, pentru care a jucat în 72 de meciuri internaționale, marcând un gol. El a făcut parte din echipa care a câștigat Euro 2004, lucru pentru care a fost votat în echipa turneului.
„Giourkas” înseamnă „Giorgos” în dialectul pontic grecesc și este numele bunicului său. Atât bunicul, cât și tatăl său, Dimitris Seitaridis, au fost fotbaliști și, în cele din urmă, antrenori.

## Cariera pe echipe

### PAS Giannina
Provenind dintr-o familie de greci pontici, Seitaridis și-a început cariera ca fotbalist profesionist în partea nordică a Greciei, la PAS Giannina, numită Ajax din Epirus, în 1997, devenind un jucător  de bază pentru club. Seitaridis și-a ajutat echipa să promoveze în Superliga din Grecia în sezonul 1999-2000. El a jucat 40 de meciuri pentru PAS Giannina, marcând 5 goluri.
El a fost remarcat de clubul din Atena Panathinaikos, iar la 12 ianuarie 2001 a semnat un contract pe 5 ani, pentru o sumă de transfer de 300 de milioane de drahme. A devenit rapid titular și la vârsta de 22 de ani a câștigat primul său trofeu, ajutând-o pe Panathinaikos să facă dubla în sezonul 2003-2004, câștigând Alpha Ethniki 2003-2004  și Cupa Greciei împotriva rivalilor de la Olympiacos.
A marcat primul său gol european împotriva lui Manchester United pe 7 martie 2001, în al doilea meci al echipei sale din grupele Ligii Campionilor UEFA 2000-2001. În luna septembrie a aceluiași an, a fost numit cel mai bun tânăr fotbalist tânăr din 2001, împreună cu Pantelis Kafes și Angelos Charisteas.

### Porto
La 11 iunie 2004, cu o zi înainte de câștigarea Campionatului European din 2004 pentru Grecia, se zvonea că Seitaridis a semnat cu echipa portugheză și, în acel moment, deținătoarea Ligii Campionilor, FC Porto, pentru o sumă de transfer de 3 milioane de euro. Cu toate acestea, anunțul oficial a fost făcut la 26 iulie 2004, după aproape o lună și jumătate, cu zvonuri care îl legau de Real Madrid între timp. El a ajutat-o pe Dragões să câștige SuperCupa Portugaliei și Cupa Intercontinentală din acel an.

### Dinamo Moscova
La 23 mai 2005, a fost vândut la echipa rusă Dinamo Moscova pentru 10 milioane de euro, mergând pe urmele foștilor săi coechipieri de la Porto Derlei, Costinha, Maniche și Thiago Silva, care, de asemenea, au fost transferați de clubul rus în același an. În curând însă, Seitaridis a început să-și arate nemulțumirile, nereușind să se adapteze la Moscova și a declarat că motivele pentru care a vrut să plece au fost că vremea era diferită de cea din Grecia natală și că nu se putea adapta la frig. În anul petrecut la club, el a reușit să joace în doar 8 meciuri de campionat.

### Atlético Madrid
La 16 iunie 2006 a fost transferat la Atlético Madrid pentru 12 milioane de €, fiind cel de-al doilea fotbalist grec care a jucat pentru Atlético după atacantul Demis Nikolaidis. Acesta din urmă a fost cel care l-a convins să vină la clubul spaniol, alături de fostul său coleg de la Dinamo, Costinha, care a ajuns la Atlético în același an. Seitaridis a fost eliminat în prima repriză a meciului său de debut, în meciul de deschidere al La Liga, cu Racing Santander, la 27 august 2006. La 15 octombrie 2006, el a primit cel de-al doilea cartonaș roșu în doar șase meciuri din acel sezon, deoarece el a primit două galbene într-un meci de acasă împotriva lui Recreativo Huelva.
A marcat primul gol pentru Atlético în anul următor, pe 21 iulie 2007, într-un meci împotriva Gloriei Bistriței din Cupa Intertoto. În noiembrie 2007, Seitaridis s-a accidentat la tendonul lui Ahile într-un meci împotriva lui UD Almería, ceea ce a însemnat că el trebuia să se supună unei intervenții chirurgicale. Perioada de absență a fost evaluată inițial la aproximativ șase săptămâni, dar a revenit abia două luni și jumătate mai târziu, în aprilie 2008. Din cauza problemei sale de sănătate, el a reușit doar să joace în doar 14 meciuri de campionat pentru Atlético în sezonul 2007-2008.
Sezonul 2008-2009 nu a început bine pentru Seitaridis, deoarece și-a pierdut locul în prima echipă în favoarea lui Tomáš Ujfaluši și John Heitinga, iar salariul său mare i-a făcut pe cei de la Atlético să-și dorească să-l vândă. În ciuda acestui fapt, Seitaridis a fost titular în primul meci de campionat al lui Atlético din acel sezon, într-o victorie scor 4-0 cu CF Málaga și a continuat să joace, reușind să adune 14 meciuri în campionat. Totuși, la 29 aprilie 2009, el și colegul său de echipă Maniche au fost suspendați de președintele lui Atlético, Enrique Cerezo, pentru că nu a venit la meciul lui Atlético împotriva lui Sporting Gijón, chiar dacă nu făcea parte din lotul pentru acel meci. Două săptămâni mai târziu, pe 13 mai 2009, s-a anunțat faptul că lui Seitaridis i-a fost reziliat contractul de către Atlético cu un an înainte de expirarea acestuia, cu o declarație pe site-ul oficial al clubului care suna așa: „Seitaridis este deci liber să negocieze cu alte cluburi care ar putea fi interesate să semneze un contract cu el”.

### Întoarcerea la Panathinaikos
La 10 septembrie 2009, ultima zi a perioadei de transfer în Grecia pentru jucătorii liber de contract, Seitaridis a semnat un acord pe 4 ani cu Panathinaikos, revenind la echipă după cinci ani. Curând a devenit evident că Giourkas era ieșit din formă și se străduia să-și revină, suferind mai multe accidentări care l-au făcut să lipsească din cele mai multe meciuri din sezonul 2009-2010. Cu toate acestea, pe 21 martie 2010, el a fost inclus în mod surprinzător în împotriva rivalilor de la Olympiacos și, în ciuda înfrângerii, Panathinaikos a reușit să încheie sezonul cu bine câștigând dubla. Seitaridis însuși nu a jucat în finala Cupei Greciei 2009-2010 împotriva Aris Salonic din cauza unei accidentări jucând în doar două meciuri în această competiție.
Sezonul 2010-2011 a început bine pentru Seitaridis, fiind titular în prima etapă a campionatului pentru Panathinaikos împotriva lui Skoda Xanthi, pe 27 august 2010, în care a făcut un meci bun. Cu toate acestea, o altă leziune musculară l-a făcut pe Seitaridis să lipsească pentru alte două luni, revenind într-un meci cu Panserraikos două luni mai târziu, pe 4 decembrie. Datorită formei proaste a jucătorului, el a fost trecut pe lista de transferuri în ianuarie 2011 dar în ciuda multitudinii de oferte primite din partea unor echipe din străine în timpul perioadei de transfer de vară, el a rămas la Panathinaikos.
Sezonul 2011-2012 a fost și mai dezamăgitor pentru el, deoarece în primul meci în care a fost folosit, a jucat doar 45 de minute, într-un meci din deplasare împotriva lui Atromitos, în care a fost înlocuit la pauză datorită formei slabe pe care a arătat-o. A jucat pentru a doua oară în acel sezon în deplasare împotriva lui Asteras Tripoli, meci în care a fost integralist.
Sezonul 2012-13 a început bine pentru Seitaridis, jucând ca titular în primele trei meciuri de la începutul sezonului. El a contribuit, de asemenea, cu o pasă de gol în meciul de UEFA Europa League cu Panathinaikos sezonul 2012-2013 împotriva echipeiTottenham Hotspur, meci care s-a încheiat cu scorul de 1-1.
În vara anului 2013 nu și-a reînnoit contractul și a părăsit clubul.

## Cariera internațională

### Naționalele de tineret
Seitaridis a jucat pentru echipa națională de fotbal sub 21 a Greciei pentru care a debutat la 6 octombrie 2000, într-un meci de calificare la Campionatul European sub 21 de ani din 2002, împotriva Finlandei sub 21 de ani. A participat la Campionatul European sub 21 de ani din 2002 care a avut loc în Elveția, în care echipa sa a fost eliminată din faza grupelor, după ce a obținut un punct în trei meciuri.

### Primii pași și UEFA Euro 2004
Seitaridis și-a făcut debutul la echipa mare pe 13 februarie 2002, într-un meci internațional amical cu Suedia. El a ajutat Grecia să se califice la UEFA Euro 2004 în Portugalia pentru a doua oară în istorie și a fost, de asemenea, unul dintre jucătorii cheie în timpul campaniei de succes a Greciei, o victorie care a șocat lumea fotbalului, deoarece Grecia a fost considerată outsider înainte de începerea turneului. Seitaridis a obținut un penalty la primul meci împotriva Portugaliei, când a fost faultat de Cristiano Ronaldo. În finală, el a obținut și un corner important jucând mingea în centru care a fost blocată de Cristiano Ronaldo. În general, contribuțiile sale la câștigarea Campionatului European din 2004 au fost recunoscute prin numirea sa în echipa Campionatului European, alături de alți jucători greci precum Antonis Nikopolidis, Traianos Dellas, Theodoros Zagorakis și Angelos Charisteas.

### Cupa Confederațiilor FIFA 2005
Ca urmare a victoriei Greciei la Euro 2004, ea s-a calificat la Cupa Confederațiilor FIFA din 2005 din Germania din postura de campioni europeni. Giourkas Seitaridis a făcut parte din lotul de 23 de persoane care a participat la această competiție.

### UEFA Euro 2008 și Campionatul Mondial din 2010
El a marcat primul său gol internațional pe 2 iunie 2007 împotriva Ungariei într-un meci de calificare la Euro 2008, în care a ajuta echipa națională să se califice la Campionatul European din 2008. A jucat de două ori în campania dezamăgitoare a Greciei de la Euro 2008, accidentându-se în timpul celui de-al doilea meci împotriva Rusiei.
În ciuda preocupărilor legate de starea forma fizică a lui Seitaridis selecționerul Greciei, Otto Rehhagel, l-a inclus pe Seitaridis în lotul de 23 de jucători care au făcut deplasarea la Campionatul Mondial din 2010. El a jucat doar 90 de minute în primul meci din grupe împotriva Coreei de Sud, pierzând cu 2-0.

## Statistici privind cariera

### Club
Începând cu 13 mai 2013
| Divizie       | Divizie         | Divizie       | Campionat | Campionat | Cupă             | Cupă             | Continental | Continental | Altele  | Altele  | Total   | Total  |
| Sezon         | Club            | Campionat     | Meciuri   | Goluri    | Meciuri          | Goluri           | Meciuri     | Goluri      | Meciuri | Goluri  | Meciuri | Goluri |
| Greece        | Greece          | Greece        | Campionat | Campionat | Cupa Greciei     | Cupa Greciei     | Europa      | Europa      | Altele  | Altele  | Total   | Total  |
| ------------- | --------------- | ------------- | --------- | --------- | ---------------- | ---------------- | ----------- | ----------- | ------- | ------- | ------- | ------ |
| 1998–1999     | PAS Giannina    | Beta Ethniki  | 6         | 0         | –                | –                | –           | –           | –       | –       | 6       | 0      |
| 1999–2000     | PAS Giannina    | Beta Ethniki  | 24        | 3         | –                | –                | –           | –           | –       | –       | 24      | 3      |
| 2000–2001     | PAS Giannina    | Alpha Ethniki | 10        | 2         | –                | –                | –           | –           | –       | –       | 10      | 2      |
| 2000–2001     | Panathinaikos   | Alpha Ethniki | 12        | 0         | –                | –                | 2           | 1           | –       | –       | 14      | 1      |
| 2001–2002     | Panathinaikos   | Alpha Ethniki | 19        | 0         | 1                | 0                | 7           | 0           | –       | –       | 27      | 0      |
| 2002–2003     | Panathinaikos   | Alpha Ethniki | 25        | 0         | 2                | 0                | 2           | 0           | –       | –       | 29      | 0      |
| 2003–2004     | Panathinaikos   | Alpha Ethniki | 21        | 0         | 6                | 0                | 8           | 0           | –       | –       | 35      | 0      |
| Portugal      | Portugal        | Portugal      | Campionat | Campionat | Cupa Portugaliei | Cupa Portugaliei | Europa      | Europa      | Altele  | Altele  | Total   | Total  |
| 2004–2005     | Porto           | Primeira Liga | 23        | 0         | 2                | 0                | 11          | 0           | –       | –       | 36      | 0      |
| Russia        | Russia          | Russia        | Campionat | Campionat | Cupa Rusiei      | Cupa Rusiei      | Europa      | Europa      | Altele  | Altele  | Total   | Total  |
| 2005          | Dinamo Moscova  | Prima Ligă    | 8         | 0         | –                | –                | –           | –           | –       | –       | 8       | 0      |
| 2006          | Dinamo Moscova  | Prima Ligă    | 0         | 0         | –                | –                | –           | –           | –       | –       | 0       | 0      |
| Spain         | Spain           | Spain         | Campionat | Campionat | Copa del Rey     | Copa del Rey     | Europa      | Europa      | Altele  | Altele  | Total   | Total  |
| 2006–2007     | Atlético Madrid | La Liga       | 31        | 0         | 2                | 0                | –           | –           | –       | –       | 33      | 0      |
| 2007–2008     | Atlético Madrid | La Liga       | 14        | 0         | –                | –                | 4           | 1           | –       | –       | 18      | 1      |
| 2008–2009     | Atlético Madrid | La Liga       | 14        | 0         | 2                | 0                | 4           | 0           | –       | –       | 20      | 0      |
| Greece        | Greece          | Greece        | Campionat | Campionat | Cupa Greciei     | Cupa Greciei     | Europa      | Europa      | Playoff | Playoff | Total   | Total  |
| 2009–2010     | Panathinaikos   | Superligă     | 8         | 0         | 2                | 0                | –           | –           | –       | –       | 10      | 0      |
| 2010–2011     | Panathinaikos   | Superligă     | 7         | 0         | 2                | 0                | –           | –           | –       | –       | 9       | 0      |
| 2011–2012     | Panathinaikos   | Superligă     | 2         | 0         | –                | –                | –           | –           | 1       | 0       | 3       | 0      |
| 2012–2013     | Panathinaikos   | Superligă     | 24        | 0         | 3                | 0                | 5           | 0           | 1       | 0       | 33      | 0      |
| Total carieră | Total carieră   | Total carieră | 248       | 5         | 22               | 0                | 43          | 2           | 2       | 0       | 315     | 7      |

### Goluri internaționale
| Meci | Data         | Stadion                                | Adversar | Scor | Rezultat | Concurență                    | <abbr title="<nowiki>Reference</nowiki>">Ref |
| ---- | ------------ | -------------------------------------- | -------- | ---- | -------- | ----------------------------- | -------------------------------------------- |
| 1    | 2 iunie 2007 | Stadionul Pankritio, Heraklion, Grecia | Ungaria  | 2-0  | 2-0      | Calificările pentru Euro 2008 |                                              |

## Titluri

### Club
- Panathinaikos
  - Superliga Greciei: 2003-2004, 2009-2010
  - Cupa Greciei : 2003-2004
- Porto
  - Supercupa Portugaliei: 2004
  - Cupa Intercontinentală : 2004
  - Supercupa Europei: 2004

### Internațional
Grecia
- Campionatul European: 2004

### Individual
- Cel mai bun tânăr fotbalist grec al anului: 2001
- Echipa Campionatului European: 2004